# Liste entwidmeter Kirchen in der Evangelischen Kirche in Hessen und Nassau
Die Liste entwidmeter Kirchen in der Evangelischen Kirche in Hessen und Nassau führt Kirchengebäude der Evangelischen Kirche in Hessen und Nassau auf, die entwidmet wurden und nicht mehr als evangelische Kirche dienen. Sie wurden abgerissen oder für eine andere Nutzung umgebaut.
- Frankfurt am Main-Bornheim, Heilandskirche: 1955 erbaut, 2005 abgerissen und 2007 von der Heilandskapelle in dem Haus Saalburg ersetzt.
- Frankfurt-Fechenheim, Glaubenskirche: 1957 erbaut, 1996–97 umgebaut, am 15. Juni 2025 entwidmet[1]
- Frankfurt-Gallus, Versöhnungskirche: 1965 erbaut, 2013 an die serbisch-orthodoxe Gemeinde verkauft.[2]
- Frankfurt-Gutleutviertel, Gutleutkirche: 1958 erbaut, 2012 entwidmet und an die Stadt Frankfurt verkauft.
- Frankfurt-Sachsenhausen, Deutsch-reformierte Kirche Süd: erbaut 1951, 2001 entwidmet, seit 2003 als Bibelhaus Erlebnis Museum Frankfurt genutzt.[3]
- Frankfurt-Zeilsheim, Heimatkirche: 1964 erbaut, 2015 an die rumänische Elim-Gemeinde, eine evangelisch-freikirchliche Pfingstgemeinde, verkauft.[4]
- Kelkheim (Taunus), Stadtteil Hornau, Stephanuskirche: 1965–1968 errichtet, am 24. November 2024 entwidmet[5]
- Montabaur, Lutherkirche: 1967 errichtet, 2021 entwidmet, 2023 abgerissen[6][7]
- Offenbach-Lauterborn, Lauterbornkirche: 1979 erbaut, 2013 entwidmet, 2014 abgerissen für Wohnungsbau[8]
- Offenbach-Tempelsee, Lukaskirche: 1950 erbaut, am 14. Juni 2025 entwidmet[1]
- Siershahn, evangelische Kirche: 1961–63 erbaut, 2009 entwidmet, 2012 abgerissen
- Rodgau Nieder-Roden, Christuskirche: geweiht 1962, Ostern 2013 entwidmet, umgebaut[9]